# Benidorm (serie de televisión de Reino Unido)
Benidorm fue una serie de televisión de comedia británica creada por Derren Litten con 10 temporadas desde el 1 de febrero de 2007 hasta el 2 de mayo de 2018. La serie comenzó a ser emitida en el canal ITV en 2007. La serie narra las vivencias de una serie de turistas británicos que se alojan en el hotel ficticio Solana en la ciudad mediterránea de Benidorm (España). 

## Argumento
El resort Solana es visitado por un grupo de turistas británicos que no se conocen entre ellos pero tienen historias paralelas. Los personajes estándar incluyen a Janice (Siobhan Finneran) y Mick (Steve Pemberton), la familia de Garvey y la suegra de Madge (Sheila Reid), Geoff Maltby (Johnny Vegas), y su madre Noreen Maltby (Elsie Kelly) y la pareja de swingers Jacqueline (Janine Duvitski) y Donald (Kenny Ireland). En 2014, la familia Dyke llegó a la serie.  
El personal del hotel incluye al barman Mateo Castellanos (Jake Canuso), Liam Conroy (Adam Gillen), Lesley (Tim Healy) vestido de mujer. Originalmente en la serie, el gerente del hotel era Janey York (Crissy Rock), pero fue reemplazado en 2012 por Joyce Temble-Savage (Sherrie Hewson). York volvió a la serie en 2015. La propietaria del hotel, Crystal Hennessy-Vass (Joan Collins), aparece en la serie varias veces.

## Crítica y recepción
Aclamado por la crítica, Benidorm ha recibido dos National Television Awards y nominaciones a los British Comedy Awards y premios BAFTA.
El 5 de julio de 2018, el creador de la serie Derren Litten confirmó que la temporada 10 sería la última. Sin embargo, dado su gran éxito, se anunció la creación de Benidorm Live, una adaptación teatral escrita por Litten con 235 espectáculos programados en teatros de todo el Reino Unido e Irlanda.

## Premios
| Año  | Grupo                      | Premio                                   | Resultado |
| ---- | -------------------------- | ---------------------------------------- | --------- |
| 2008 | National Television Awards | Mejor Programa de Comedia                | Ganadora  |
| 2008 | BAFTA                      | Mejor situación cómica                   | Ganadora  |
| 2011 | National Television Awards | Programa de comedia más popular          | Ganadora  |
| 2012 | National Television Awards | Programa de situación cómica más popular | Ganadora  |
| 2013 | National Television Awards | Situación cómica más popular             | Ganadora  |
| 2015 | National Television Awards | Comedia                                  | Ganadora  |
| 2015 | TV Choice Awards           | Mejor programa de comedia                | Ganadora  |
| 2016 | National Television Awards | Comedia                                  | Ganadora  |
| 2018 | TV Choice Awards           | Mejor programa de comedia                | Ganadora  |